# Eliminatórias para o Campeonato Africano das Nações de 2025 – Grupo L
O Grupo L das Eliminatórias para o Campeonato Africano das Nações de 2025 foi um dos doze grupos que definiram as equipes que se classificaram para o Campeonato Africano das Nações de 2025. Participaram quatro seleções: Burquina Fasso, Burundi, Malawi e Senegal.

## Classificação
| Pos | Equipe         | Pts | J | V | E | D | GP | GC | SG | Classificado                           |  |     |     |     |     |
| --- | -------------- | --- | - | - | - | - | -- | -- | -- | -------------------------------------- |  | --- | --- | --- | --- |
| 1   | Senegal        | 16  | 6 | 5 | 1 | 0 | 10 | 1  | +9 | Campeonato Africano das Nações de 2025 |  | —   | 1–1 | 2–0 | 4–0 |
| 2   | Burquina Fasso | 10  | 6 | 3 | 1 | 2 | 10 | 7  | +3 | Campeonato Africano das Nações de 2025 |  | 0–1 | —   | 4–1 | 3–1 |
| 3   | Burundi        | 4   | 6 | 1 | 1 | 4 | 4  | 11 | −7 | Eliminado                              |  | 0–1 | 0–2 | —   | 0–0 |
| 4   | Malawi         | 4   | 6 | 1 | 1 | 4 | 6  | 11 | −5 | Eliminado                              |  | 0–1 | 3–0 | 2–3 | —   |

## Partidas
| 5 de setembro de 2024 | Malawi                      | 2 – 3     | Burundi                                          | Estádio Nacional Bingu, Lilongué    |
| 15:00 (UTC+2)         | Kawonga 31' · L. Nkhoma 75' | Relatório | Idana 22' (g.c.) · Girumugisha 33' · Eldhino 87' | Árbitro: CIV Ibrahim Kalilou Traoré |

| 6 de setembro de 2024 | Senegal  | 1 – 1     | Burquina Fasso | Estádio Olímpico, Dacar  |
| 19:00 (UTC+0)         | Mané 16' | Relatório | Bouda 90+5'    | Árbitro: TUN Sadok Selmi |

| 9 de setembro de 2024 | Burundi | 0 – 1     | Senegal        | Estádio Nacional Bingu, Lilongué (Malawi) |
| 15:00 (UTC+2)         |         | Relatório | Sarr 71' (pen) | Árbitro: EGY Mohamed Maarouf              |

| 10 de setembro de 2024 | Burquina Fasso                       | 3 – 1     | Malawi        | Estádio do 26 de Março, Bamaco (Mali) |
| 19:00 (UTC+0)          | L. Traoré 35', 38' · Bandé 60' (pen) | Relatório | Z. Nkhoma 80' | Árbitro: MAR Bouchra Karboubi         |

| 10 de outubro de 2024 | Burquina Fasso                           | 4 – 1     | Burundi       | Estádio Olímpico de Ebimpé, Abidjã (Costa do Marfim) |
| 19:00 (UTC+0)         | Ouattara 33', 44' · Bansé 34' · Dayo 49' | Relatório | Kanakimana 4' | Árbitro: LBY Abdulrazg Ahmed                         |

| 11 de outubro de 2024 | Senegal                                      | 4 – 0     | Malawi | Estádio Olímpico, Dacar    |
| 19:00 (UTC+0)         | Gueye 35' · Mané 68' · Dia 71' · Jackson 77' | Relatório |        | Árbitro: TOG Aklesso Gnama |

| 13 de outubro de 2024 | Burundi | 0 – 2     | Burquina Fasso                    | Estádio Félix Houphouët-Boigny, Abidjã (Costa do Marfim) |
| 16:00 (UTC+0)         |         | Relatório | Konaté 5' · B. Traoré 90+4' (pen) | Árbitro: COM Mohamed Athoumani                           |

| 15 de outubro de 2024 | Malawi | 0 – 1     | Senegal    | Estádio Nacional Bingu, Lilongué   |
| 15:00 (UTC+2)         |        | Relatório | Mané 90+6' | Árbitro: ETH Bamlak Tessema Weyesa |

| 14 de novembro de 2024 | Burundi | 0 – 0     | Malawi | Estádio Félix Houphouët-Boigny, Abidjã (Costa do Marfim) |
| 15:00 (UTC+0)          |         | Relatório |        | Público: 313 Árbitro: GUI Abdoulaye Manet                |

| 14 de novembro de 2024 | Burquina Fasso | 0 – 1     | Senegal    | Estádio do 26 de Março, Bamaco (Mali)         |
| 19:00 (UTC+0)          |                | Relatório | Diarra 83' | Público: 15 000 Árbitro: EGY Mahmoud El Banna |

| 18 de novembro de 2024 | Malawi                             | 3 – 0     | Burquina Fasso | Estádio Nacional Bingu, Lilongué   |
| 15:00 (UTC+2)          | Mhango 28' · Mbulu 57' · Aaron 62' | Relatório |                | Árbitro: DJI Mohamed Diraneh Guedi |

| 19 de novembro de 2024 | Senegal         | 2 – 0     | Burundi | Estádio Olímpico, Dacar       |
| 19:00 (UTC+0)          | Diarra 35', 51' | Relatório |         | Árbitro: ALG Mustapha Ghorbal |